# 罗歇·布尔博奈
罗歇·布尔博奈（法語：Roger Bourbonnais，1942年10月26日—），加拿大男子冰球运动员。他曾代表加拿大参加1964年和1968年冬季奥林匹克运动会冰球比赛，其中1968年冬季奥运会获得一枚铜牌。